# Salangana de la Polinèsia
La salangana de la Polinèsia (Aerodramus leucophaeus) és una espècie d'ocell de la família dels apòdids (Apodidae) que habita zones obertes i boscoses de les illes de la Societat.